# Ястремська Тетяна Олександрівна
Тетяна Олександрівна Ястремська (нар. 2 жовтня 1974, м. Червоноград, Львівська область) — український мовознавець, діалектолог, лексикограф. Доктор філологічних наук (2021).

## Життєпис
1997 року закінчила філологічний факультет Львівського державного університету імені Івана Франка.
Працювала аспірантом (1997—2001), молодшим науковим співробітником (2001–2003), науковим співробітником (2003–2009), старшим науковим співробітник відділу української мови (2009–2018), нині — заступник директора з наукової роботи (від 2018) Інституту українознавства імені І. Крип'якевича НАН України.
Водночас очолює видавничу серію «Діалектологічна скриня» та оргкомітет Міжнародного наукового семінару «Актуальні проблеми діалектології» (від 2018).

## Доробок
Автор понад 100 наукових публікацій. Брала участь у  діалектологічних експедиціях на Гуцульщині та Бойківщині.
Монографії:
- «Традиційне гуцульське пастухування» (2008),
- «Моделювання українського діалектного простору: концепти ВЕРХ» (2021).

Словники:
- «Лексикон львівський: поважно і на жарт» (2009, 2012, 2015, співавтор),
- «Гуцульські світи. Лексикон» (2013, співавтор),
- «Слова з Болехова» (2017, співавтор).

Сфера наукових інтересів — лексикологія, семасіологія, словотвір та моделювання діалектних явищ у синхронії та діахронії.

## Нагороди
- стипендіат Президії НАН України для молодих науковців (2003–2004).